# Tadashi Imai
Tadashi Imai (jap. 今井 正 Imai Tadashi; ur. 8 stycznia 1912, zm. 22 listopada 1991) – japoński reżyser znany z tworzenia neorealistycznych dramatów psychologicznych takich jak: Losy kobiet (1953), czy Młodzieńcza miłość (1957). Uważany jest za jednego z najlepszych twórców powojennego kina japońskiego.

## Życiorys
Urodził się w Japonii jako syn buddyjskiego duchownego. Po ujawnieniu swoich marksistowskich poglądów, Tadashi Imai został zmuszony do rezygnacji z polityki przez reżim wojskowy rządzący Japonią w latach 30. XX wieku. Ze względu na ograniczenia ideologiczne, pierwsze prace Imai były nazywane „współpracą wojenną”. Niektóre z nich są cenione na Zachodzie (The Death Command of the Tower) oraz znane jako pozytywne obrazy osobowości oficera armii (Nasz nauczyciel).
Powojenny powrót Imai do marksizmu zaskoczył odbiorców. Już w 1946 roku zrobił film, który atakował korupcję wśród dowódców wojennych, a sam przemawiał w imieniu demokracji w powojennej gazecie The People’s Enemy. Prawdziwą sławę Imai zdobył swoim rekordowym sukcesem komercyjnym, filmem Zielone Góry, który przekazał rewolucyjne emocje okresu powojennego.
Until We Meet Again stał się innym, legendarnym filmem, w którym reżyser opowiedział romantyczną i liryczną historię tragicznej miłości z okresu wojny. Scena, gdy młodzi kochankowie całują się przez szybę, stała się szczególnie sławna.
W następnych latach Imai stał się jednym z najbardziej aktywnych twórców, inicjujących powojenne, lewicowe, niezależne ruchy w produkcji filmowej.
Jego filmy, które odniosły sukces, można podzielić na dwie kategorie: analizujące społeczną niesprawiedliwość z komunistycznego punktu widzenia oraz skrupulatne adaptacje dzieł literackich.
Na Imai duży wpływ miał powojenny, włoski neorealizm. Trudności i cierpienia proletariatu są przedstawione w: Still We Live (dzień-robotników), Ryż (rolników), i Port Light (o rybakach i problemach w stosunkach pomiędzy Japonią i Koreą).
Problemy społeczne są ukazane również w takich filmach, jak: School of Echoes (dotyczących niskiego poziomu edukacji w biednych, górskich wsiach), Kiku i Isamu (opowieść o dzieciach z mieszanych rasowo związków), Japanese Grandmother (dotyczących ludzi starych) i Rzeki bez mostów I i II (mówiących o dyskryminacji i alienacji).
Błędne orzeczenie w sprawie morderstwa jest historią rozgrywającą się w Darkness at Noon. Imai potępia w niej policję i prokuraturę. Himeyuri Lily Tower, inny komercyjny hit, przedstawia tragiczne walki na Okinawie pod koniec wojny, pokazując okrucieństwo zarówno japońskich, jak i amerykańskich sił zbrojnych. Z kolei Night Drum to okrutna opowieść z czasów feudalnych, ukazująca losy samuraja i kobiety o imieniu En.
Imai jest również ceniony za swoją precyzję i dokładność. Cecha ta przyczyniła się do tego, iż jego adaptacje literackie (np. Muddy Water) były tak udane, że aktorzy chcieli w nich grać i dzięki nim dostawać nagrody. Często współpracował z doskonałą scenarzystką Yōko Mizuki, która również przyczyniła się do odniesionych sukcesów.

## Filmografia

### Reżyser
- 1991: Sensō to seishun
- 1982: Pomnik czerwonych lilii
- 1981: Yuki - Śniegowa Wróżka
- 1979: Właściwa droga
- 1976: Ani imotō
- 1976: Yoba
- 1974: Takiji Kobayashi
- 1972: Aa koe naki tomo
- 1972: Kaigun tokubetsu shonen hei
- 1969: Hashi no nai kawa
- 1968: Fushin no toki
- 1967: Satogashi ga kowareru toki
- 1964: Adauchi
- 1964: Echigo tsutsuishi oyashirazu
- 1964: Aisurebakoso
- 1963: Bushido – saga o samurajach
- 1963: Fuji dōzan-koku monogatari
- 1962: Kigeki: Nippon no oba-chan
- 1961: Arega minato no hi da
- 1959: Kiku i Isamu
- 1958: Nocny zew
- 1957: Młodzieńcza miłość
- 1957: Ryż
- 1956: Mrok w południe
- 1955: Ai sureba koso
- 1955: Wędrowni muzycy
- 1953: Losy kobiet
- 1953: Pomnik czerwonych lilii
- 1951: A jednak żyjemy
- 1950: Do zobaczenia
- 1949: Niebieskie góry
- 1949: Zoku aoi sanmyaku
- 1947: Chikagai nijuyojikan
- 1946: Jinsei tonbō zakari
- 1946: Wróg ludu
- 1943: Samobójcze oddziały na wieży obserwacyjnej
- 1940: Onna no machi
- 1940: Tajinko-mura
- 1939: Wojskowa Akademia Namazu

### Scenarzysta
- 1951: A jednak żyjemy
- 1949: Zoku aoi sanmyaku

## Nagrody
Nagroda Japońskiej Akademii Filmowej:
- 1992 – Nagroda za całokształt twórczości.

Międzynarodowy Festiwal Filmowy w Berlinie:
- 1963 – Złoty Niedźwiedź za film Bushido – saga o samurajach (1963).
- 1958 – Srebrny Niedźwiedź za film Młodzieńcza miłość (1957).
- 1958 – Złoty Niedźwiedź za film Młodzieńcza miłość (1957) (nominacja).

Nagroda Błękitnej Wstęgi:
- 1960 – za Najlepszy Film: Kiku i Isamu (1959)
- 1958 – za Najlepszą Reżyserię: Ryż (1957) i Młodzieńcza miłość (1957).
- 1958 – za Najlepszy Film: Ryż (1957).
- 1957 – za Najlepszą Reżyserię: Mrok w południe (1956).
- 1957 – za Najlepszy Film: Mrok w południe (1956).
- 1954 – za Najlepszą Reżyserię: Pomnik czerwonych lilii (1953).
- 1954 – za Najlepszy Film: Losy kobiet (1953).
- 1951 – za Najlepszą Reżyserię: Do zobaczenia (1950).
- 1951 – za Najlepszy Film: Do zobaczenia (1950).

Festiwal Filmowy w Cannes:
- 1957 – Złota Palma za film Ryż (1957) (nominacja).
- 1954 – Nagroda Główna Festiwalu za film Losy kobiet (1953) (nominacja).

Nagroda Kinema Junpo:
- 1960 – za Najlepszą Reżyserię: Kiku i Isamu (1959).
- 1960 – za Najlepszy Film: Kiku i Isamu (1959).
- 1958 – za Najlepszą Reżyserię: Ryż (1957).
- 1958 – za Najlepszy Film: Ryż (1957).
- 1957 – za Najlepszą Reżyserię: Mrok w południe (1956).
- 1957 – za Najlepszy Film: Mrok w południe (1956).
- 1954 – za Najlepszy Film: Losy kobiet (1953).
- 1951 – za Najlepszy Film: Do zobaczenia (1950).

Nagroda Filmowa Mainichi:
- 1992 – za całokształt twórczości.
- 1960 – za Najlepszy Film: Kiku i Isamu (1959).
- 1958 – za Najlepszą Reżyserię: Ryż (1957) i Młodzieńcza miłość (1957).
- 1958 – za Najlepszy Film: Ryż (1957).
- 1957 – za Najlepszą Reżyserię: Mrok w południe (1956).
- 1957 – za Najlepszy Film: Mrok w południe (1956).
- 1954 – za Najlepszą Reżyserię: Losy kobiet (1953).
- 1954 – za Najlepszy Film: Losy kobiet (1953).
- 1951 – za Najlepszy Film: Do zobaczenia (1950).
- 1947 – za Najlepszą Reżyserię: Wróg ludu (1946).

Światowy Festiwal Filmowy w Montrealu:
- 1991 – Nagroda Jury Ekumenicznego za Sensō to seishun (1991).

Nagrody Filmowe Nikkan Sports:
- 1991 – Nagroda Specjalna za całokształt twórczości.